# لادا
لادا (الروسية: Лада، رومنة: تُكتَب حديثاً LADA) هي علامة تجارية للسيارات تصنّعها شركة أوتوفاز (AvtoVAZ) الروسية، التي كانت في الأصل تحمل اسم VAZ، وهي مملوكة لمجموعة رينو الفرنسية.  تم تسويق السيارات الأولى التي صنعتها أوتوفاز، بمساعدة تقنية من شركة فيات الإيطالية، تحت العلامة التجارية Zhiguli، التي يُقال إنها اختيرت بعد اقتراح المصمم A.M. Cherny.
ظهرت علامة لادا التجارية لأول مرة عام 1973، ومنذ ذلك الحين أصبحت العلامة الرئيسية لمركبات أوتوفاز. اسم Lada مشتق من كلمة "лада" (судно) في اللغة السلافية، والتي تعني نوعًا من القوارب الصغيرة، وهو ما يرمز إليه شعار الشركة. تحظى العلامة التجارية بتاريخ طويل في روسيا، وهي معروفة جيدًا في دول ما بعد الاتحاد السوفيتي، حيث تُعد سيارات لادا خيارًا اقتصاديًا يوفر قيمة جيدة مقابل المال.
يُعزى نجاح لادا إلى أسعارها التنافسية، وموثوقيتها، وسهولة صيانتها، مما يجعلها صديقة لمن يقومون بأعمال الصيانة بأنفسهم. تم تصنيع سيارات لادا بموجب ترخيص في عدة دول أخرى، ونتيجةً لأسعارها المناسبة وسهولة صيانتها، أصبحت تحظى بشعبية كبيرة كسيارات شرطة، وسيارات أجرة، ومركبات للخدمات العامة والدفاع المدني في العديد من دول أوروبا، وأفريقيا، ومنطقة البحر الكاريبي.
تأسست شركة أوتوفاز في أوائل الستينيات من القرن العشرين، وبدأت بتجميع بعض سيارات فيات الإيطالية بموجب شراكة بين الطرفين. ومن أشهر طرازات لادا:
- لادا ريفا
- لادا نيفا

وهما الأكثر انتشارًا ويحظيان بشعبية كبيرة لدى الطبقة العاملة. كما يُعد طراز فاز-2101، الذي أُطلق في يونيو 1970، أكثر طرازات لادا مبيعًا. حققت سيارات لادا شعبية واسعة في روسيا وشرق أوروبا خلال العقود الأخيرة من العهد السوفيتي، واستمر إنتاجها في العهد الفيدرالي الحالي دون تغيير يُذكر في مواصفاتها وتقنياتها المستمدة من الستينيات. يُقدّر الإنتاج السنوي لشركة لادا حاليًا بحوالي 780,000 سيارة. تستمر لادا في إنتاج سياراتها من مصنعها في مدينة تولياتي، الواقعة على نهر الفولغا في وسط روسيا، وهو موقع استراتيجي ساهم في تسهيل نقل المواد الخام والمنتجات النهائية، ودعم البنية التحتية للصناعة
منذ عام 2001، دخلت لادا في شراكة مع جنرال موتورز الأمريكية، حيث استحوذت الأخيرة على 35% من أسهم أوتوفاز. وفي السنوات الأخيرة، شهدت لادا تحولًا في استراتيجيتها، حيث بدأت بإنتاج طرازات حديثة ذات تصاميم عصرية وتقنيات متقدمة لمواكبة المنافسة العالمية.

عند تصدير سيارات لادا إلى الأسواق الخارجية، تبين أن اسم العلامة التجارية Zhiguli لم يكن مناسبًا، حيث كان من الصعب نطقه من قبل غير الناطقين بالروسية، بالإضافة إلى تشابهه مع كلمة gigolo بالإنجليزية، ما دفع الشركة إلى اعتماد اسم لادا كعلامة تجارية رسمية.

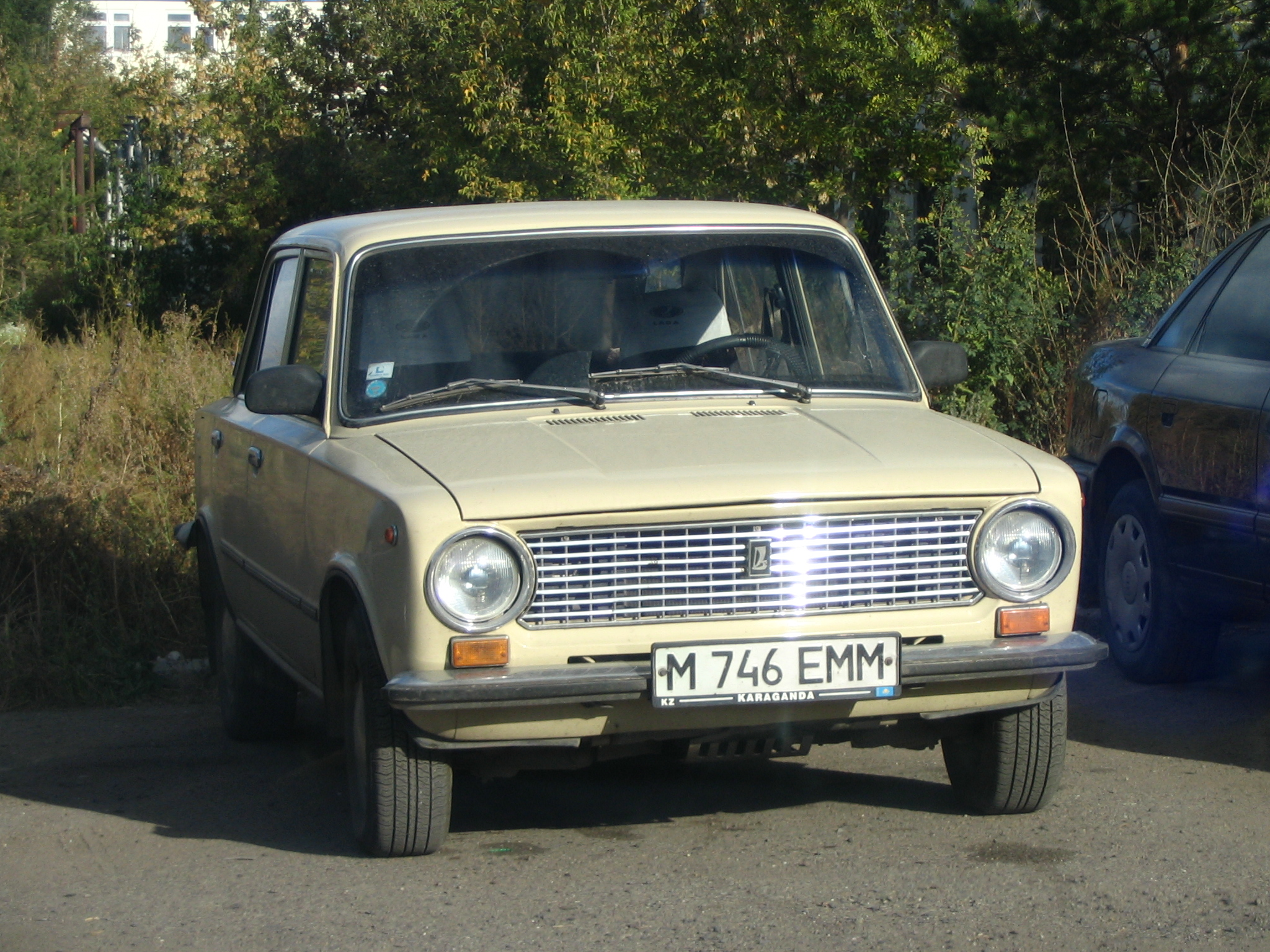
Lada 2101تم تصديرها للسودان في مطلع العام ١٩٨٥ لنقابة الأطباء السودانية ولكن بعد ذلك لم يتم تصديرها إلى السودان لمنافستها من الماركات الكورية واليابانية.

## الإنتاج
يقع مصنع لادا في مدينة تولياتي، التي تُعد مركزًا صناعيًا وإداريًا رئيسيًا في منطقة الفولغا الوسطى. تضم المدينة مجمعات صناعية متطورة، حيث تساهم 48 شركة صناعية فيها بإنتاج 46٪ من إجمالي الإنتاج الصناعي للمنطقة، وتمثل 2٪ من الإنتاج الصناعي لروسيا ككل. يتم تصدير المنتجات الصناعية من تولياتي سنويًا بقيمة مليار دولار إلى أكثر من 85 دولة.
يعتمد مصنع لادا على أحدث التقنيات في تصنيع أجزاء السيارات، حيث يتم استخدام لفائف معدنية بدلًا من الألواح التقليدية، مما يحقق توفيرًا في استهلاك المعادن، ويوفر مقاومة عالية للتآكل، ويقلل من العمالة المطلوبة في عمليات التجميع. كما تركز الشركة على إنتاج نماذج حديثة مثل لادا كالينا، نيفا الجديدة، وثورة لادا، التي تتميز بتصميم عصري، وتقنيات متقدمة، وجودة عالية، مع الحفاظ على أسعار تنافسية.

## التاريخ
تم تشكيل صانع السيارات AvtoVAZ من تعاون بين شركة Fiat و Vneshtorg السوفيتية (وزارة التجارة الخارجية)، ومقرها في مدينة تولياتي على نهر الفولغا. ناقش الجانبان الاقتراح في موسكو، حيث وصل جياني أنييلي، مالك وابن شقيق مؤسس شركة فيات، وفيتوريو فاليتا، رئيس الشركة، من إيطاليا. تم توقيع الاتفاقية الأولية الأولى في 1 يوليو 1965. في 4 مايو 1966، وضع وزير صناعة السيارات السوفيتي ألكسندر تاراسوف وفيتوريو فاليتا توقيعهما على بروتوكول للتعاون العلمي والتقني بين فيات والوزارة السوفيتية. في النهاية، تم التوقيع على اتفاقية عامة بين الجانبين في موسكو في 15 أغسطس 1966

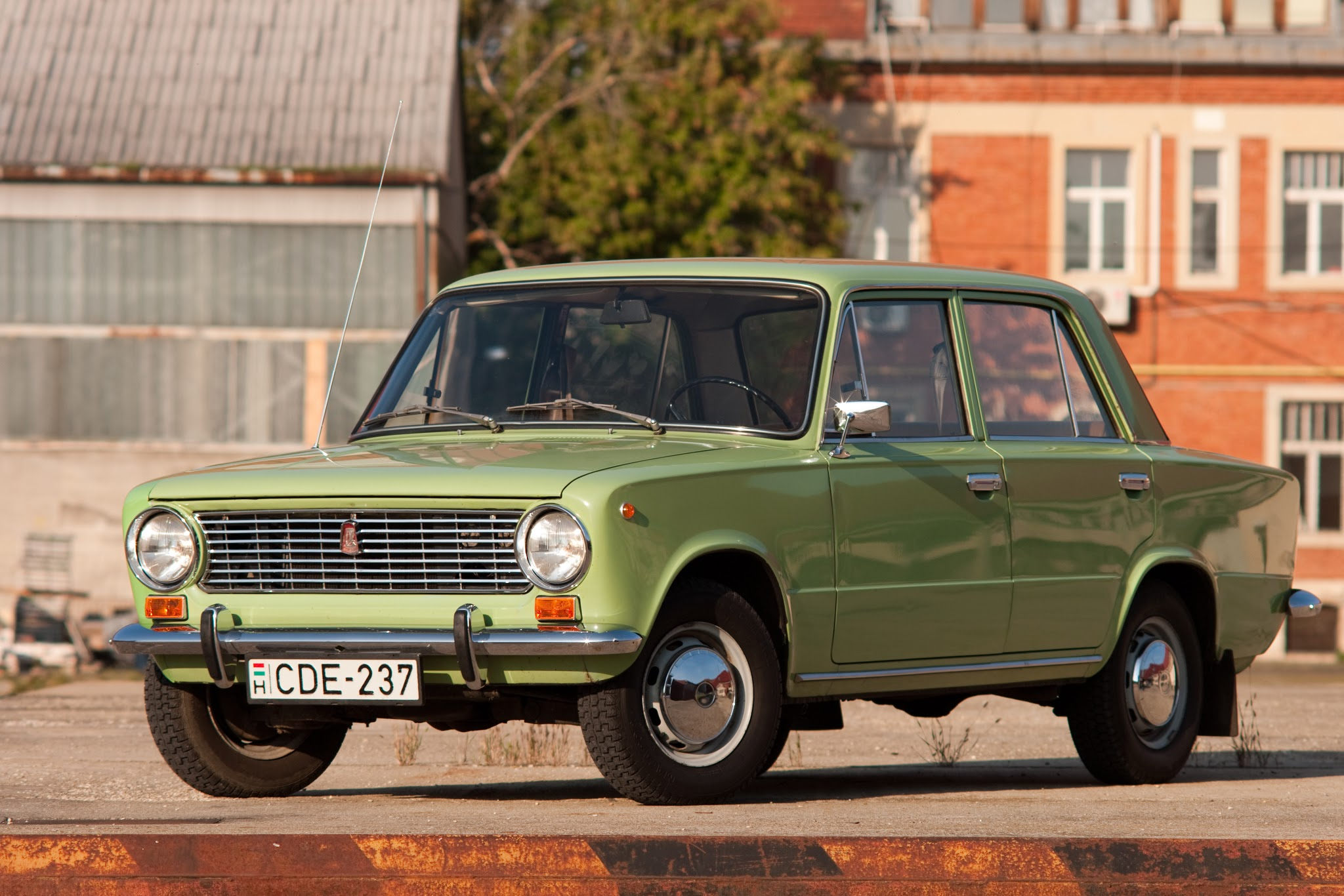
تم تقديم أول سيارة Lada ، VAZ-2101 ، في عام 1970

بدأت الشركة في إنتاج VAZ-2101 في عام 1970، والتي كانت نسخة أكثر قوة من سيارة Fiat 124 سيدان. تم تزويد السيارة بألواح هيكل فولاذية أثقل ومكونات معززة، مما أدى إلى تحسين الموثوقية على الطرق الوعرة وفي فصول الشتاء القاسية في الاتحاد السوفيتي. في وثائق شركة فيات، تم تسمية النموذج الأولي للسيارة باسم Fiat-124R ، حيث كان الحرف "R" يمثل روسيا .
نظرًا لأن محرك Fiat الأصلي لم يكن به أي مساحة للتحديث، والذي اعتبره AvtoVAZ غير مقبول، فقد تم استبداله بمحرك عمود كامات علوي جديد. تم تجهيز السيارة بمكابح أسطوانية متينة، حيث أثبت هذا الأخير أنه أكثر موثوقية على الطرق السيئة، وأكثر موثوقية وحداثة في التعليق الأمامي والخلفي، إلى جانب زيادة الخلوص الأرضي، وناقل الحركة الحديث، ومقابض الأبواب المريحة. تم إجراء العمل على السيارة الجديدة من قبل مجموعات مشتركة من مهندسي NAMI و Fiat الذين عملوا معًا في تورين وتولياتي. بحلول ربيع عام 1970، شكلت AvtoVAZ فريقها الخاص من المصممين والمهندسين ذوي الخبرة وعملوا بشكل مستقل.

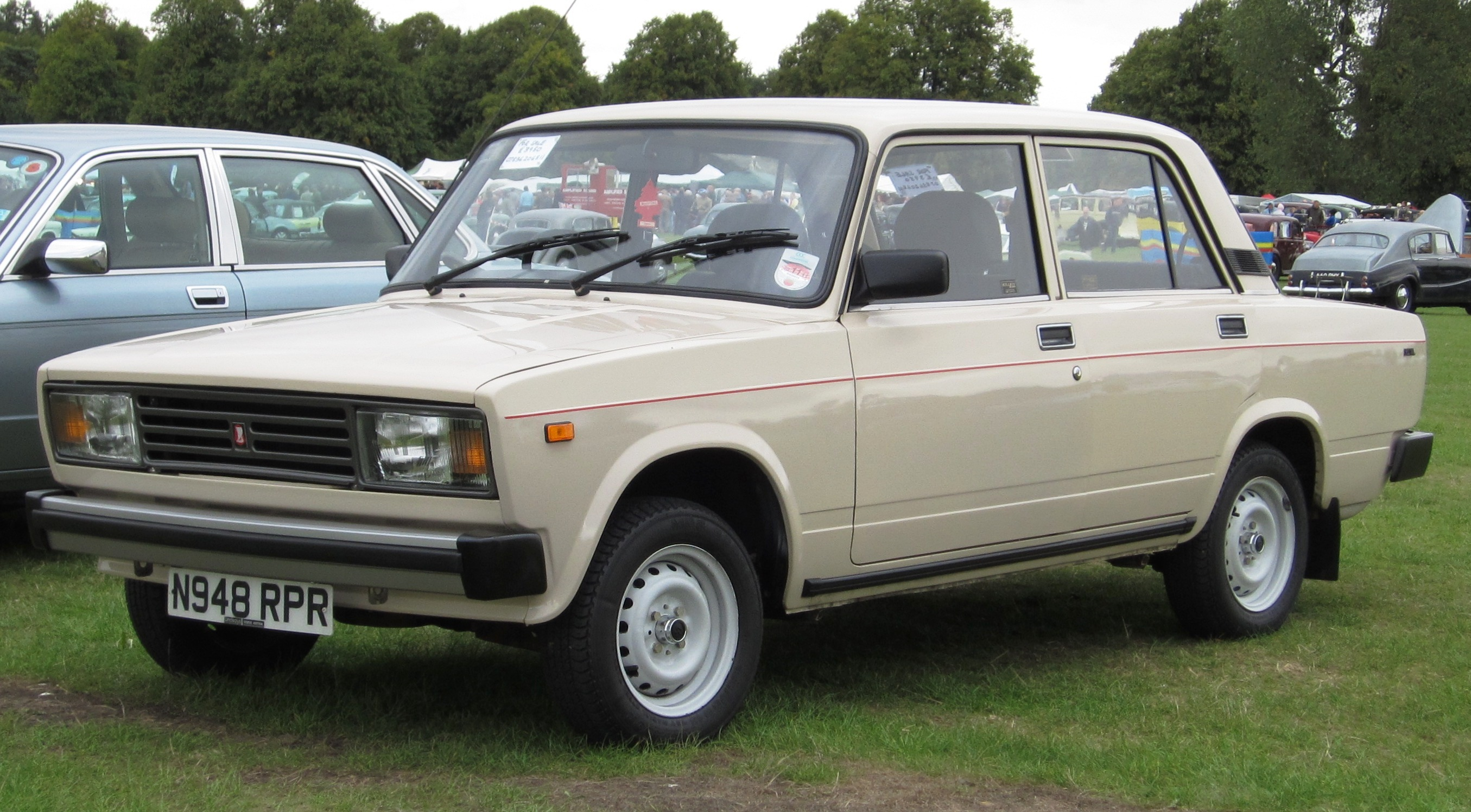
تم إنتاج أكثر من مليوني VAZ-2105s من 1980 إلى 2010

تم بيع VAZ-2101 تحت العلامة التجارية «Zhiguli» في الاتحاد السوفيتي، وتم تصنيفها باسم "Lada" للتصدير. نظرًا لندرة ورش تصليح السيارات في الاتحاد السوفيتي، تم تصميم Ladas ليتم صيانتها بسهولة من قبل المالكين. كانت سيارة Lada الوعرة شائعة في أوروبا وكندا وأمريكا الجنوبية للعملاء الذين يبحثون عن بدائل أكثر بأسعار معقولة للعلامات التجارية المحلية، وكانت مبيعات السيارات الجديدة ناجحة للغاية، حيث وصلت إلى نيوزيلندا. في الغرب، كان يتم وصف بنائها بشكل متكرر على أنه رخيص، وقد ألهمت هذه النكات على حساب السيارة. ومع ذلك، «اكتسبت لادا سمعة باعتبارها صانع سيارات قوية ومتواضعة وموثوقة لسائقي السيارات الذين يريدون القيادة بميزانية محدودة.»

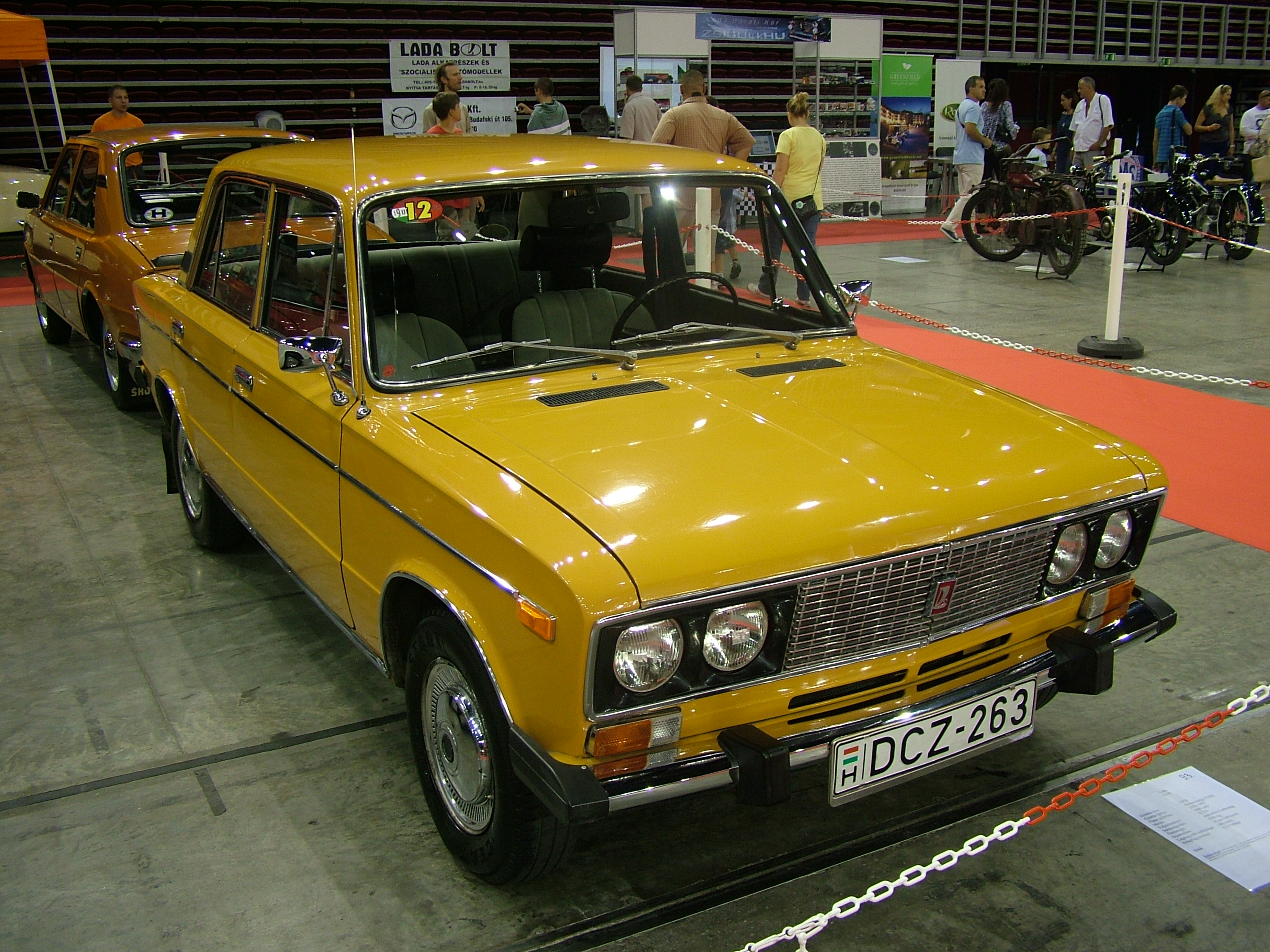
Lada 1600 ، أنتجت في عام 1978 ، في I. International Oldtimer and Youngtimer Festival ، بودابست ، 2011

## النماذج
جرانتا
1. جرانتا سيدان
2. جرانتا درايف أكتيف
3. جرانتا ليفتباك
4. جرانتا هاتشباك
5. جرانتا سو
6. جرانتا كروس

فيستا
1. فيستا سيدان
2. فيستا كروس
3. فيستا SW
4. فيستا SW كروس
5. فيستا CNG
6. فيستا سبورت

فيستا NG
اكس راي
1. الاكس راي
2. XRAY Cross

لارجوس
1. لارجوس يونيفرسال
2. الغاز الطبيعي المضغوط Largus Universal
3. لارجوس كروس
4. Largus Cross CNG
5. لارجوس واجن
6. عربة Largus CNG

Largus electricity 
لادا 4x4
1. 4x4 3 ابواب
2. 4x4 Urban
3. 4x4 5 ابواب
4. 4x4 Urban 5 أبواب
5. 4x4 برنتو

لادا نيفا (منذ أغسطس 2020) 
1. لادا نيفا
2. لادا نيفا على الطرق الوعرة

## معرض صور

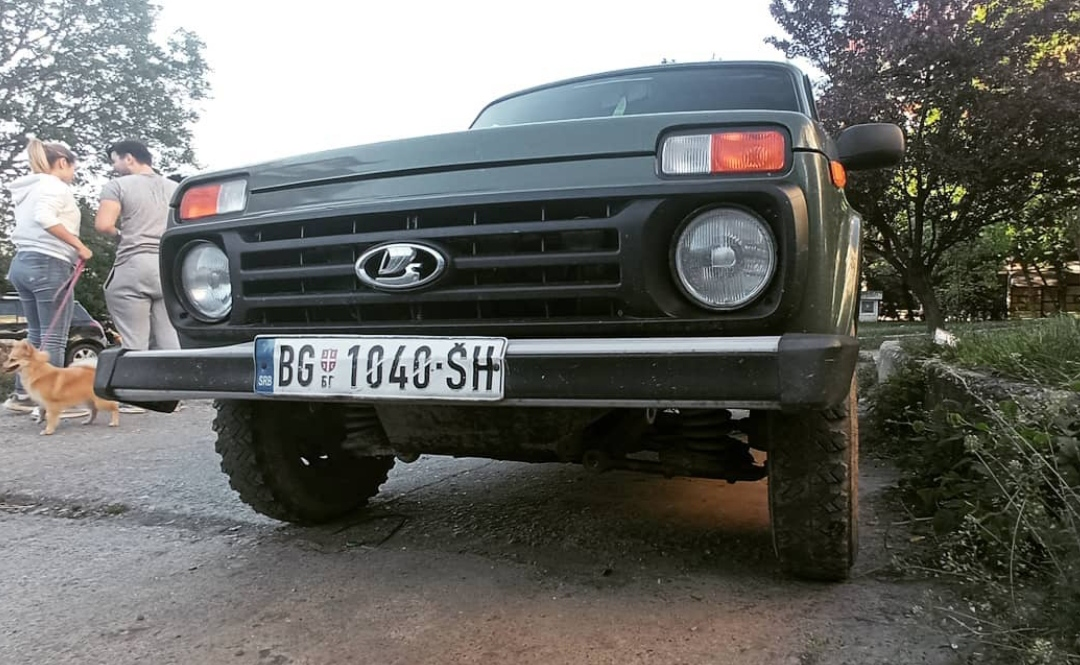
Lada niva classic

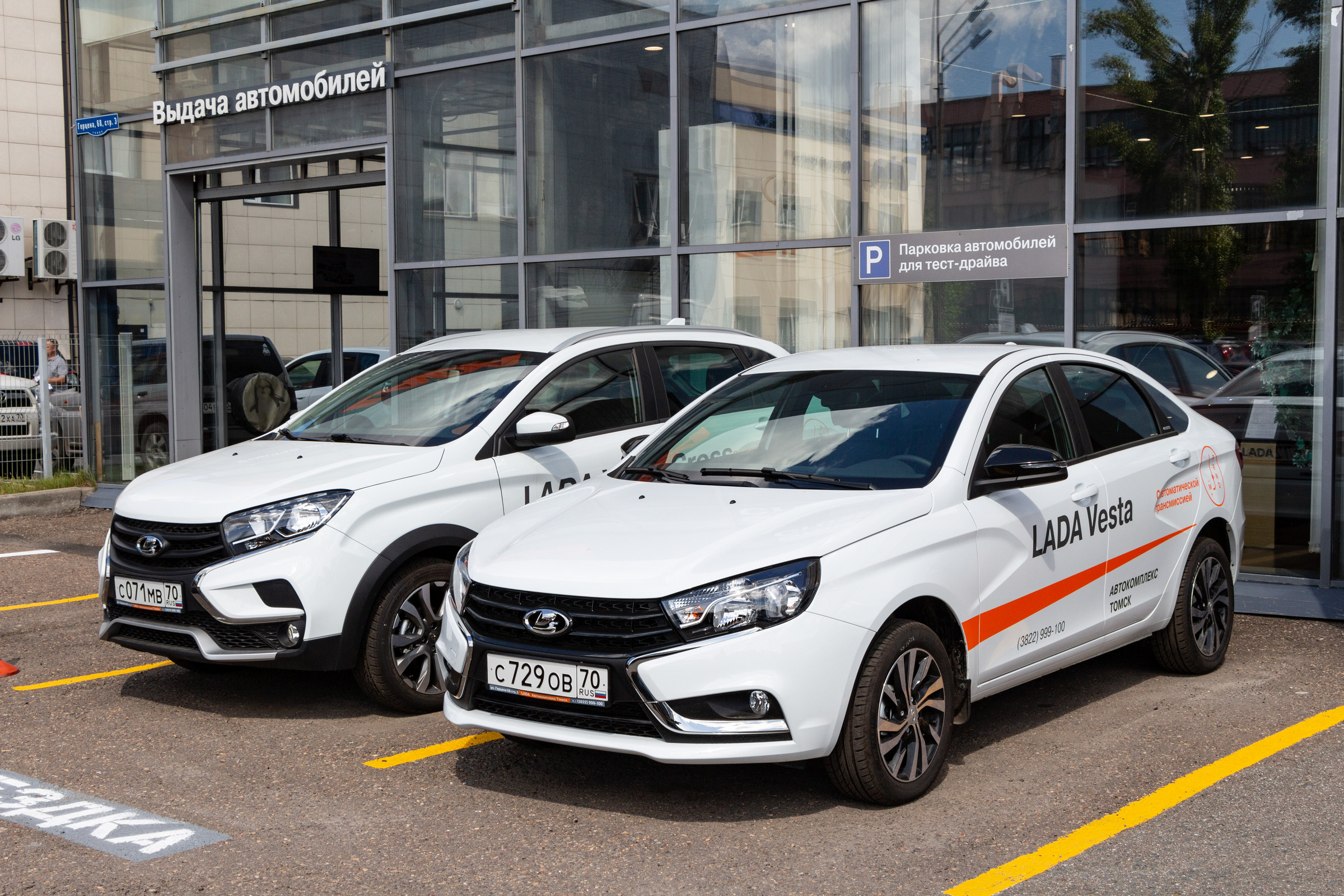
لادا فيستا

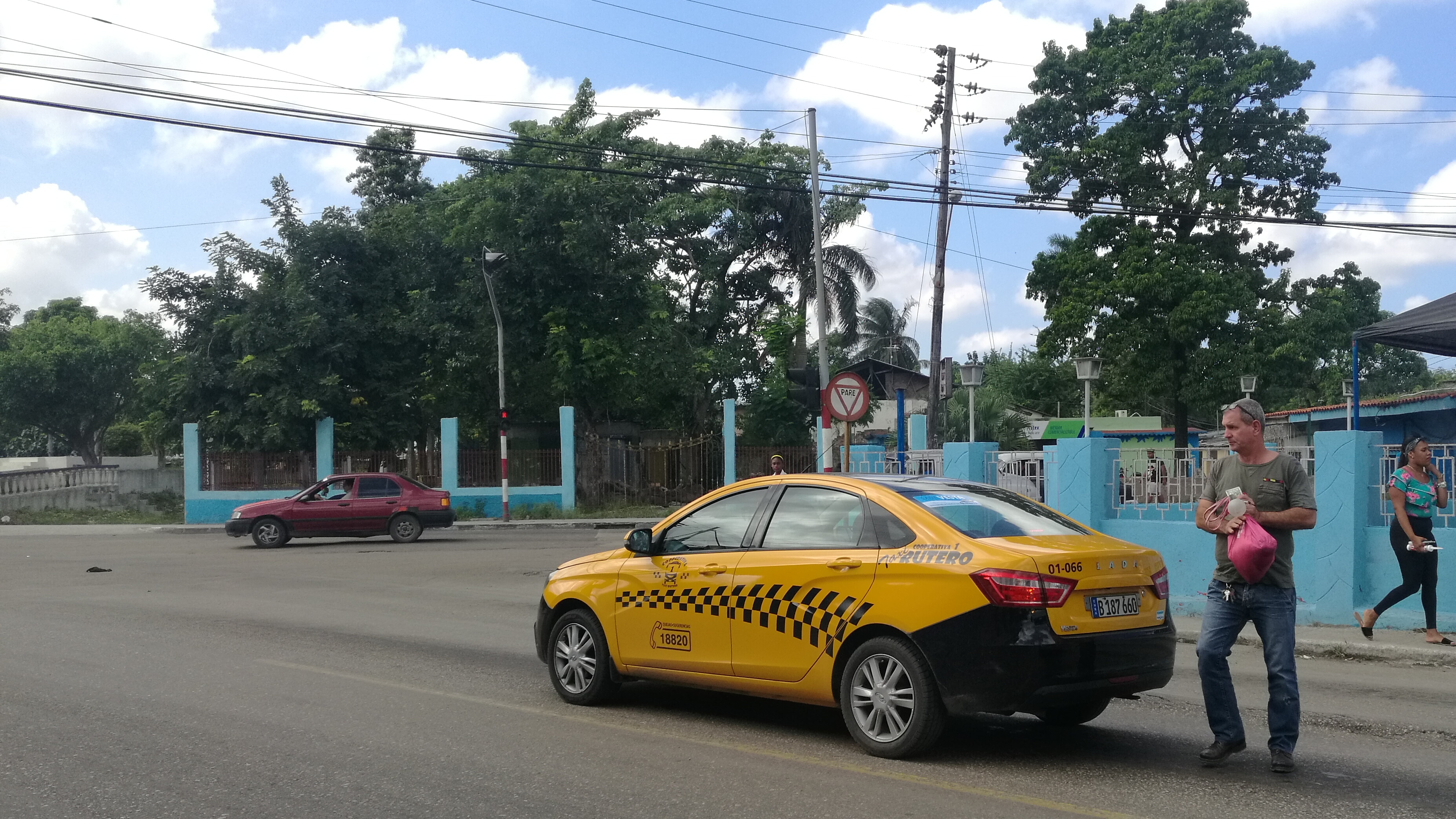
لادا فيستا سيدان (تكسي)

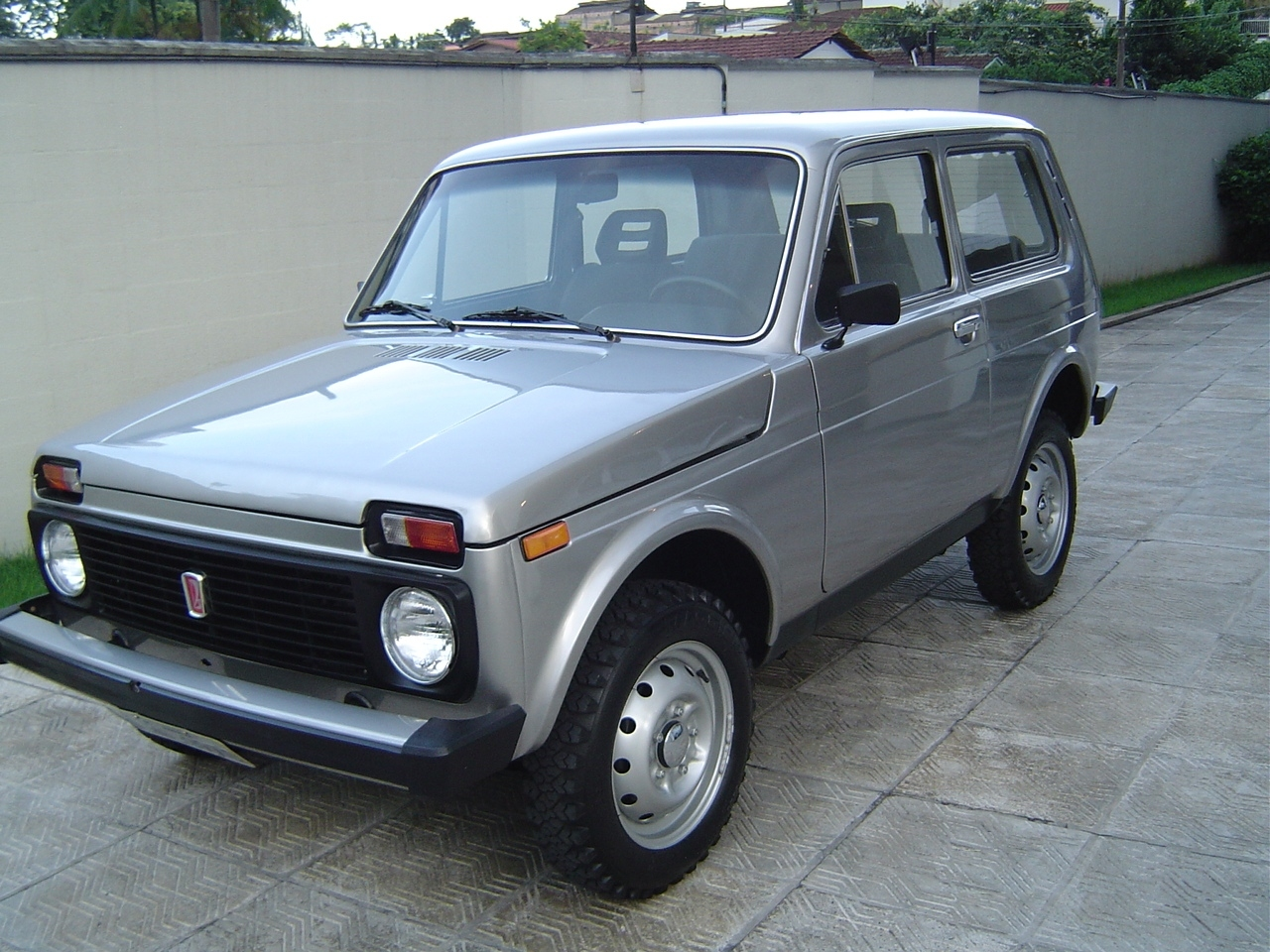
فاز-2121 ("نيفا")
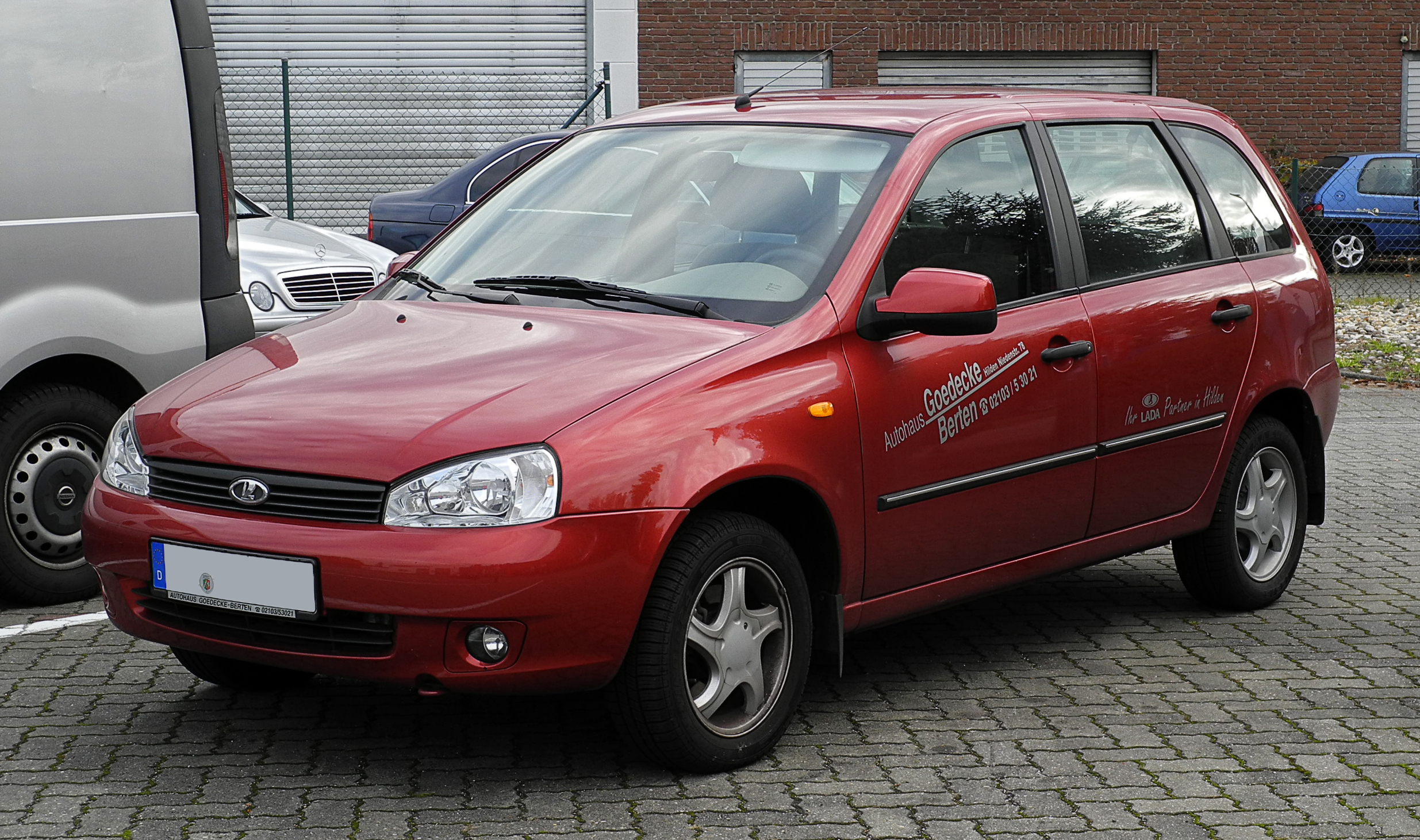
فاز-1117
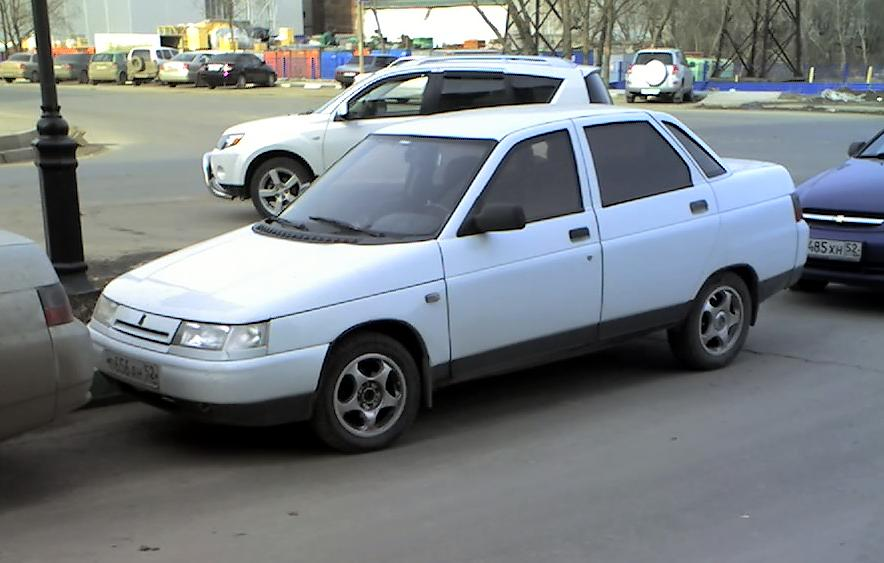
لادا-110 (فاز-2110)
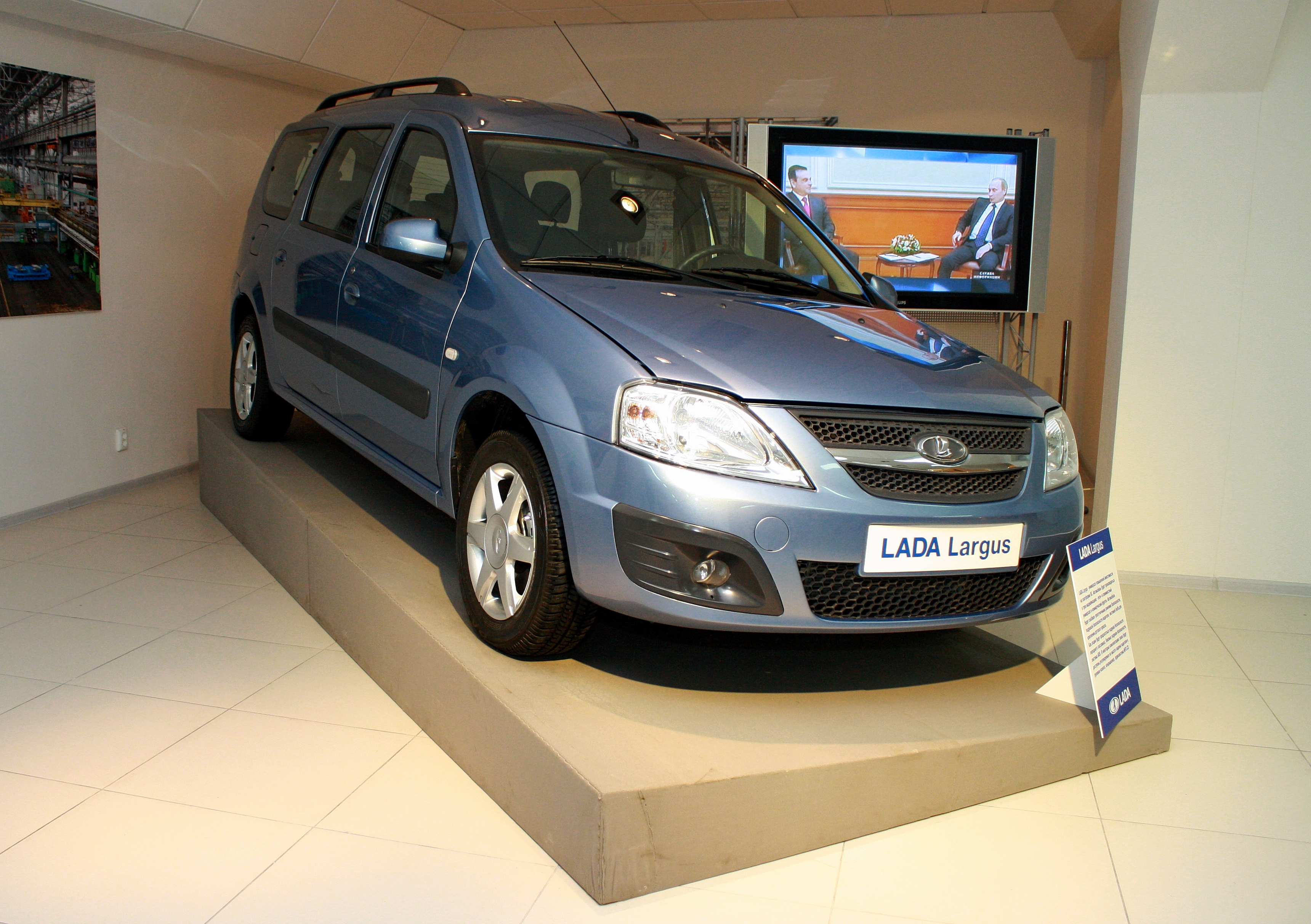
Lada Largus
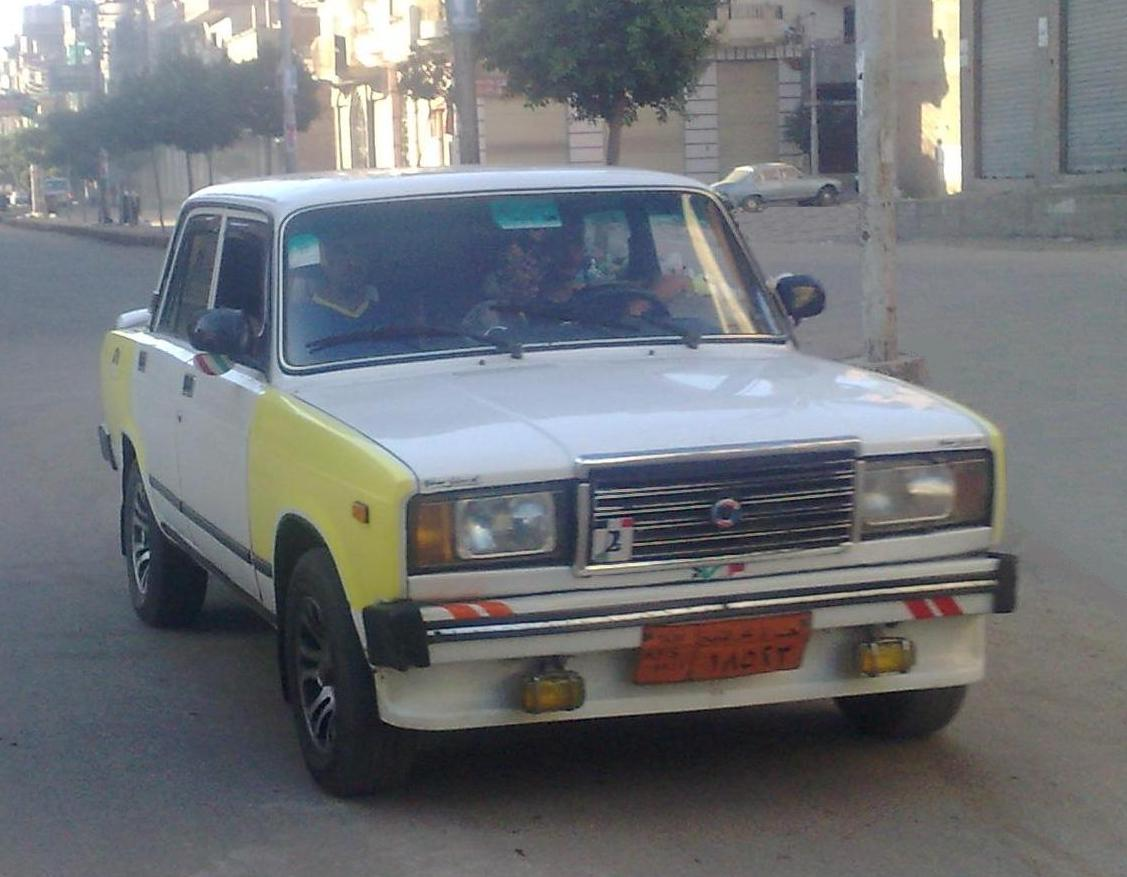
لادا 2107

## وصلات خارجية
- الموقع الرسمي